# 썸머 필름을 타고!
《썸머 필름을 타고》(일본어: サマーフィルムにのって, 영어: It's a Summer Film)는 2021년에 개봉한 일본의 코미디, SF, 로맨스, 드라마 영화이다.
 마츠모토 소우시가 감독을 미우라 나오유키와 마츠모토 소우시가 각본을 맡았다.
 일본은 2021년 8월 6일에 대한민국은 2022년 7월 20일에 개봉되었다.

## 줄거리
사무라이 시대극 영화의 찐팬이자 좋아하는 영화를 만들고 싶은 고교생 맨발

영화 동아리에서 자신이 기획한 무사의 청춘이 탈락하지만

절친 킥보드와 블루 하와이가 따로 제작을 해보자는 주장에

결국 영화를 만들기로 결심한 맨발은 우연히 극장에서 만난 린타로를

주인공으로 캐스팅하게 되고 방학때 촬영을 시작하기 위한 제작비 마련을 위해

남는 시간 알바를 틈틈이 하게 되고 결국 맞이한 방학에 꿈에 그리던 촬영을 

시작하지만 문제가 생기게 되는데...

## 출연진

### 주연
- 이토 마리카 - 맨발 역
- 카네코 다이치 - 린타로 역
- 카와이 유미 - 킥보드 역
- 이노리 키라라 - 블루 하와이 역

### 조연
- 이타바시 슌야 - 대디 보이 역
- 코히나타 세이이치 - 코마다 역
- 이케다 에이키치 - 마스야마 역
- 시노다 료 - 오구리 역
- 코다 마히루 - 카린 역
- 유타로 - 하야토 역
- 시노하라 유신